# Shimon Avimor
Schimʿon Avimor (hebräisch שמעון אבימור; geboren als Erich S. Schwarz 1. August 1913 in Frankfurt am Main; gestorben März 1994), war ein israelischer Diplomat und Autor.

## Leben
Erich Schwarz war ein Sohn des Hermann Schwarz und der Elisabeth Steinberg. Er besuchte in Frankfurt am Main die Helmholtzschule. Nach der Machtergreifung, der Machtübergabe an die Nationalsozialisten, wanderte Avimor im Alter von 19 Jahren in ddas britischen Mandatsgebietes Palästina ein, wo er Teil des Jischuvs wurde. Zwischen 1936 und 1939 erlebte er dort den bewaffneten arabischen Aufstand mit einer Serie von Gewaltakten gegen Juden und die britische Mandatsmacht.
Vierzehn Jahre nach der Gründung des Staates Israel wurde er am 1. Oktober 1962 im Alter von 49 Jahren in den diplomatischen Dienst des israelischen Außenministeriums aufgenommen. Als Erster Sekretär und Kulturattaché an der Botschaft in Dakar, Senegal, sowie in Personalunion als non-resident Konsul für Gambia begann er seine diplomatische Laufbahn. Diese Positionen übte er von 1962 bis 1965 aus. Danach war er bis 1968 Botschafter Israels in Libreville, Gabun. Zwischen 1968 und 1972 war er in Israels Außenministerium Leiter der Registratur im Referat für Datenfernverarbeitung. Von 1972 bis 1975 war er erneut in Personalunion sowohl als Botschafter in Phnom Penh, Kambodscha, als auch als non-resident Botschafter für Laos eingesetzt.
Im Dezember 1972 wurde er zusammen mit fünf weiteren Personen von vier Aktivisten der palästinensischen Terrororganisation Schwarzer September in der israelischen Botschaft in Bangkok, Thailand, als Geisel festgehalten.
Ab 1975 war er im israelischen Außenministerium in der Abteilung Europa 2 im Westeuropa-Referat tätig. Von 1976 bis 1979 war er in Marseille, Frankreich, Generalkonsul am Generalkonsulat und wiederum in Personalunion non-resident Generalkonsul für das Fürstentum Monaco.
Bei einem Teil seiner Publikationen arbeitete er mit dem Diplomaten Hanan Aynor zusammen, der in Frankfurt geboren und dort wie Shimon Avimor aufgewachsen war.
Avimor starb im Alter von 80 Jahren.

## Werke
- L'histoire contemporaine du Cambodge, 1982
- mit Hanan S. Aynor: Relations between Israel and Asian and African states. A guide to selected documentation/Yaḥase Yiśraʿel ʿim medinot Asyah we-Afriqah. in English/French/Hebrew, Hebrew University of Jerusalem, Harry S. Truman Research Institute for the Advancement of Peace, Leonard Davis Institute for International Relations, Jerusalem 1986[4]
- mit Hanan S. Aynor und Noʿam Kaminer: The role of the Israel labour movement in establishing relations with states in Africa and Asia/Trumat Tnuʿat ha-ʿavodah be-yiśum qishre ha-ḥuts shel Medinat Yiśraʾel be-Asyah uve-Afriqah: teʿudot, in English and Hebrew, 1989[5]
- Thirty years of Israel's international technical assistance & cooperation
- weitere Publikationen in hebräischer Sprache